# 硝酸铽

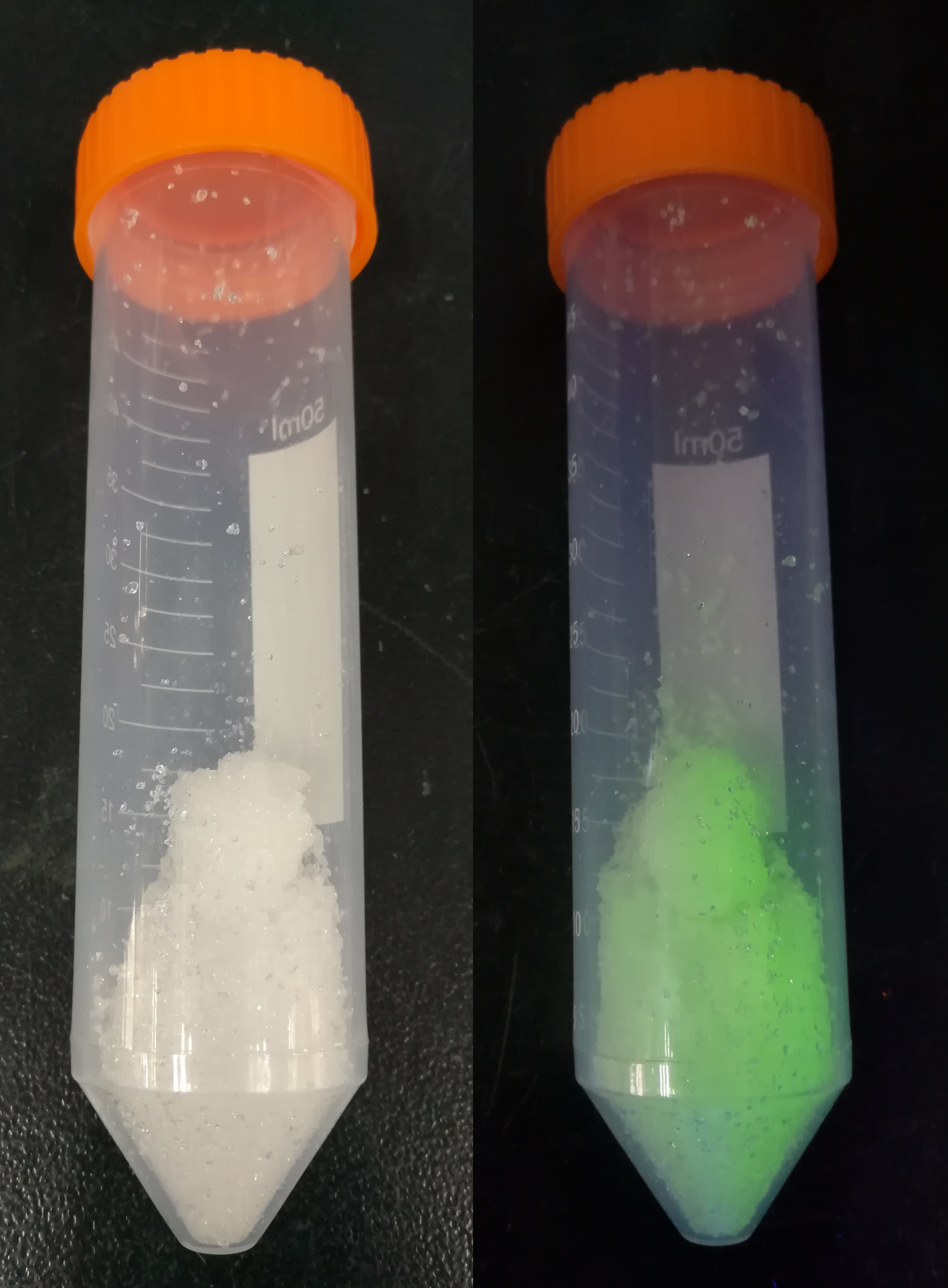
左：日光灯下的硝酸铽(III)晶体。右：紫外灯下的硝酸铽(III)晶体。

硝酸铽是一种无机化合物，化学式为Tb(NO3)3。

## 制备
硝酸铽可以将三氧化二铽、氢氧化铽或碳酸铽溶于硝酸得到：
Tb2O3 + 6 HNO3 → 2 Tb(NO3)3 + 3 H2O
Tb(OH)3 + 3 HNO3 → Tb(NO3)3 + 3 H2O
所得溶液经过小心蒸发可以得到水合硝酸铽，其中六水合物最常见。

## 化学性质
水合硝酸铽受热分解，产生TbONO3，继续加热得到铽的氧化物(III,IV)。